# Вогняні кулі
«Вогняні кулі» (англ. Great Balls of Fire!) — біографічний мюзикл 1989 року режисера Джима Макбрайда про життя американського музиканта Джеррі Лі Льюїса, за книгою спогадів його колишньої дружини Майри Браун. Вайнона Райдер, яка зіграла її роль, отримала премію Young Artist Awards.

## Сюжет
У 1956 році молодий музикант Джеррі Лі Льюїс, що приїхав до двоюрідного брата, записує декілька пісень. До нього приходить популярність і слава. Льюїс відвозить 13-річну двоюрідну племінницю Майру в сусідній штат, де вони одружуються. Опісля він їде на гастролі до Великої Британії. Однак, дізнавшись про вік його дружини, британська преса починає проти нього кампанію критики. Під тиском громадськості Льюїс змушений повернутися в США. Його кар'єра пішла на спад, але він продовжує виступати в маленьких містах. У фіналі фільму Майра повідомляє Льюїсу, що вагітна.

## У ролях
- Денніс Квейд — Джеррі Лі Льюїс
- Вайнона Райдер — Майра Гейл Браун
- Джон Доу — Дж. В.
- Стівен Тоболовські — Джуд Філліпс
- Трей Вілсон — Сем Філліпс
- Алек Болдвін — Джиммі Сваггарт
- Джеррі Лі Льюїс — музикант